# Parc national de Badgingarra
Le parc national de Badgingarra est situé à 166 km au nord de Perth, capitale de l'Australie-Occidentale.
Le parc couvre 13 108 ha dans une zone de vastes étendues sablonneuses faiblement vallonnées. Le parc est réputé pour son incroyable diversité de fleurs sauvages endémiques. La rivière Mullering Brook traverse le parc et y crée des zones marécageuses.
La région est essentiellement composée de broussailles basses avec des espèces végétales telles que Eucalyptus macrocarpa, Conospermum, Banksia, Verticordia, Anigozanthos et le rare Eucalyptus pendens se retrouvent partout dans la région. La région est menacée par l'avancée du désert.
On peut y trouver aussi des fleurs spectaculaires d'espèces rares telles que Hakea flabellifolia, Strangea cynanchicarpa et Eucalyptus pendens.
Beaucoup d'animaux tels que le kangourou gris, l'émeu, l'outarde et l'Aigle d'Australie habitent également la région.